# 加齊
加齊（阿拉伯語：‎, ，英語：Ghazi）在阿拉伯語中的原意爲“軍事入侵或擴張”，伊斯蘭教興起後，又帶有聖戰含義。如今它是伊斯蘭世界中一個頭銜，可以解作信仰武士與發動聖戰的人。“‎”（英語：Ghazwa）及其複數形式“‎”（英語：Ghazw）則以爲“戰役”或“遠征”，又常特指伊斯蘭先知穆罕默德所帶領的遠征。
他們最初是志願軍，為了戰利品出征。後來鄂圖曼土耳其人接受這個概念並用在他們领袖身上。
這個頭銜也是鄂圖曼蘇丹其中一個官方頭銜。